# Alena Kyselicová
Alena Kyselicová (Trencsénteplic, 1957. november 14. –) olimpiai ezüstérmes csehszlovák válogatott szlovák gyeplabdázó.

## Pályafutása
A Calex Zlaté Moravce és a Slavia Praha gyeplabdázója volt. A Slaviával ötszörös csehszlovák bajnok volt. Tagja volt az 1980-as moszkvai olimpián ezüstérmes csehszlovák válogatottnak. Az 1978-as madridi világbajnokságon kilencedik, az 1982-es lille-i Európai Nemzetek Kupáján ezüstérmes, az 1984-es lille-i Európa-bajnokságon kilencedik lett a csapattal. 1985-ben és 1989-ben az év női gyeplabdázójának választották Csehszlovákiában.

## Sikerei, díjai
- Az év női gyeplabdázója (1985, 1989)
- Olimpiai játékok
  - ezüstérmes: 1980, Moszkva
- Európai Nemzetek Kupa
  - ezüstérmes: 1982, Lille